# Zack Snyder
Zachary Edward „Zack” Snyder (Green Bay, Wisconsin, 1966. március 1. –) amerikai filmrendező, producer és forgatókönyvíró.
2004-ben debütált a Holtak hajnala című filmfeldolgozással, majd a képregény-feldolgozások és szuperhősfilmek felé fordult. Közéjük tartozik a 300 (2006), a Watchmen: Az őrzők (2009), továbbá Az acélember (2013) és annak folytatásai: Batman Superman ellen – Az igazság hajnala (2016) és Az Igazság Ligája (2017).
Forgatókönyvíróként részt vett a 300, az Álomháború (2011) és a 300: A birodalom hajnala (2014) forgatókönyvének elkészítésében, illetve a Wonder Woman és Az Igazság Ligája alapsztorijának megírásában.

## Filmográfia

### Film
| Év   | Magyar cím                                 | Eredeti cím                                   | Feladatkör | Feladatkör | Feladatkör | Megjegyzések                                     |
| Év   | Magyar cím                                 | Eredeti cím                                   | Rendező    | Író        | Producer   | Megjegyzések                                     |
| ---- | ------------------------------------------ | --------------------------------------------- | ---------- | ---------- | ---------- | ------------------------------------------------ |
| 2004 | Holtak hajnala                             | Dawn of the Dead                              | Igen       | Nem        | Nem        |                                                  |
| 2006 | 300                                        | 300                                           | Igen       | Igen       | Nem        | társíró: Kurt Johnstad és Michael B. Gordon      |
| 2009 | Watchmen: Az őrzők                         | Watchmen                                      | Igen       | Nem        | Nem        |                                                  |
| 2010 | Az Őrzők legendája                         | Legend of the Guardians: The Owls of Ga'Hoole | Igen       | Nem        | Nem        |                                                  |
| 2011 | Álomháború                                 | Sucker Punch                                  | Igen       | Igen       | Igen       | társíró: Steve Shibuya                           |
| 2013 | Az acélember                               | Man of Steel                                  | Igen       | Nem        | Nem        |                                                  |
| 2014 | 300: A birodalom hajnala                   | 300: Rise of an Empire                        | Nem        | Igen       | Igen       | társíró: Kurt Johnstad                           |
| 2016 | Batman Superman ellen – Az igazság hajnala | Batman v Superman: Dawn of Justice            | Igen       | Nem        | Nem        |                                                  |
| 2016 | Suicide Squad – Öngyilkos osztag           | Suicide Squad                                 | Nem        | Nem        | Vezető     | egy jelenet rendezője                            |
| 2017 | Wonder Woman                               | Wonder Woman                                  | Nem        | Sztori     | Igen       | társíró: Allan Heinberg és Jason Fuchs           |
| 2017 | Az Igazság Ligája                          | Justice League                                | Igen       | Sztori     | Nem        | társíró: Chris Terrio                            |
| 2018 | Aquaman                                    | Aquaman                                       | Nem        | Nem        | Vezető     |                                                  |
| 2020 | Wonder Woman 1984                          | Wonder Woman 1984                             | Nem        | Nem        | Igen       |                                                  |
| 2021 | Zack Snyder: Az Igazság Ligája             | Zack_Snyder's Justice League                  | Igen       | Sztori     | Nem        | társíró: Chris Terrio és Will Beall              |
| 2021 | A halottak hadserege                       | Army of the Dead                              | Igen       | Igen       | Igen       | - operatőr - társíró: Shay Hatten és Joby Harold |
| 2021 | The Suicide Squad – Az öngyilkos osztag    | The Suicide Squad                             | Nem        | Nem        | Vezető     |                                                  |
| 2021 | A tolvajok hadserege                       | Army of Thieves                               | Nem        | Igen       | Igen       |                                                  |
| 2023 | Rebel Moon – 1. rész: A tűz gyermeke       | Rebel Moon - Part One: A Child of Fire        | Igen       | Igen       | Igen       | - operatőr - alapsztori és forgatókönyv          |
| 2024 | Rebel Moon – 2. rész: A sebejtő            | Rebel Moon - Part Two: The Scargiver          | Igen       | Igen       | Igen       | - operatőr - alapsztori és forgatókönyv          |

### Rövidfilm
| Év   | Cím                       | Feladatkör | Feladatkör | Feladatkör | Megjegyzések        |
| Év   | Cím                       | Rendező    | Író        | Producer   | Megjegyzések        |
| ---- | ------------------------- | ---------- | ---------- | ---------- | ------------------- |
| 2013 | Superman 75th Anniversary | Igen       | Sztori     | Nem        | társíró: Bruce Timm |
| 2017 | Snow Steam Iron           | Igen       | Sztori     | Igen       | operatőr            |

## Fordítás
- Ez a szócikk részben vagy egészben  a   Zack Snyder című angol Wikipédia-szócikk fordításán alapul.  Az eredeti cikk szerkesztőit annak laptörténete sorolja fel. Ez a jelzés csupán a megfogalmazás eredetét és a szerzői jogokat jelzi, nem szolgál a cikkben szereplő információk forrásmegjelöléseként.